# Далин, Виктор Моисеевич
Ви́ктор Моисе́евич Да́лин (1902, Одесса — 1985, Москва) — советский историк, доктор исторических наук. Профессор Московского государственного университета.

## Биография
Учился в классической гимназии. В 1917 году ещё гимназистом вступил в Союз социалистической рабочей молодёжи (ССРМ).
Участник Гражданской войны в России. Во время режима гетмана П. П. Скоропадского и оккупации Одессы австрийскими войсками в 1918 году был одним из руководителей созданной ССРМ подпольной ячейки Молодёжный революционный интернационал. Летом 1918 года по предложению Я. Б. Гамарника, организация была преобразована в Союз коммунистической молодёжи. В конце августа 1918 года Далин вместе с другими руководителями организации был арестован за распространение листовок. В ноябре 1918 года был освобожден. После занятия Одессы войсками Деникина участвовал в большевистском подполье. Когда в город вошла Красная армия, Далин был избран членом Центрального комитета комсомола Украины, а в 1922 году — членом Центрального комитета Российского коммунистического союза молодёжи (РКСМ).
В 1922 году переехал в Москву. В декабре 1923 года в числе восьми других лидеров комсомола подписал письмо в поддержку Л. Д. Троцкого. В 1924 году как «троцкист» был выведен из состава Центрального комитета РКСМ.
Направлен на учёбу в Институт красной профессуры, где специализировался по изучению истории Франции у академиков Н. М. Лукина и В. П. Волгина. В 1929—1930 годах находился в научной командировке во Франции. В 1931 году после возвращения начал читать курс лекций по истории рабочего движения в Западной Европе в Коммунистической академии имени Я. Свердлова и в Международной ленинской школе. C 1939 года работал в Московском государственном университете (МГУ) заместителем заведующего кафедрой международного рабочего движения. В 1934 году стал профессором МГУ.
В 1934—1936 годах был членом редколлегии журнала «Историк-марксист».
В конце сентября 1936 года В. М. Далин был арестован, в 1937 году — приговорён к восьми годам заключения за «контрреволюционную троцкистскую деятельность». Находился в пересыльном лагере под Владивостоком, затем в лагере в Магадане. В 1946 году освобожден. Начал преподавать историю в Ярославском педагогическом институте, но в феврале 1947 года был снова арестован и отправлен в лагерь в Магадан. Окончательно был освобождён в январе 1955 года, позднее реабилитирован.
С 1955 года работал старшим научным сотрудником Института истории АН СССР (с 1968 года — Институт всеобщей истории). В 1956 году защитил кандидатскую диссертацию по своей работе «Стачки и кризис синдикализма в предвоенной Франции», опубликованной до ареста.
Работал в архиве Института марксизма-ленинизма с архивным фондом Бабёфа, который в 1930-х годах был приобретён во Франции тогдашним директором института Д. Б. Рязановым. Доктор исторических наук (1962).
В. М. Далин сыграл большую роль в выпуске сборника статей «Французский ежегодник», в котором с 1962 года он был заместителем главного редактора, а в 1970-х годах возглавлял редколлегию.
С 1976 года руководил в Институте всеобщей истории группой по изучению истории Франции.

## Семья
Супруга — Софья Моисеевна; сын Михаил — врач.

## Основные работы
Книги
- Стачки и кризис синдикализма в предвоенной Франции. М.-Л., 1935;
- Гракк Бабёф накануне и во время Великой французской революции (1785—1794) / Институт истории АН СССР. — М.: Изд-во АН СССР, 1963. — 616 с. (на франц. яз. — 1976, 1987)
- Люди и идеи: из истории революционного и социалистического движения во Франции, М., 1970 (удостоена Президиумом АН СССР премии имени В. П. Волгина);
- Историки Франции XIX—XX веков, М., 1981;
- Из истории социальной мысли во Франции. М., 1984.

Статьи
- «Мануфактурная стадия капитализма во Франции XVIII века в освещении „русской школы“» // «Историк-марксист», т. 14, М., 1929;
- «К истории раскола дрейфусаров (Люсьен Герр и Шарль Пеги)» // Историк-марксист. 1934. Т. 3 /37;
- «Александр I, Лагарп и Французская революция» // Французский ежегодник. М., 1986.

Редактор сборников
- «Эпоха промышленного капитализма в документах и материалах» (М., 1933);
- «Новая история в документах и материалах» (М., 1934).